# 普里普斯莱本
普里普斯莱本（德語：Pripsleben）是德国梅克伦堡-前波美拉尼亚州的市镇，隶属于梅克伦堡湖区县。总面积为10.11平方千米，截至2023年12月31日总人口为232人。